# اولنا هایاسووا
اولنا هایاسووا (انگلیسی: Olena Haiasova؛ زادهٔ ۱۰ مهٔ ۱۹۶۹) ورزشکار اسکی صحرانوردی اهل Ukrainian است. هایاسووا همچنین از اسکی‌بازان اسکی صحرانوردی در بازی‌های المپیک زمستانی ۱۹۹۸ بوده‌است.